# Victoriaorden
Victoriaorden (engelska: Royal Victorian Order) är en orden instiftad 1896 av drottning Viktoria av Storbritannien i fem klasser och en medalj i tre klasser. Orden utges som belöning av personliga tjänster gentemot monarken, den regerande monarken i Samväldesrikena, familjemedlemmar eller någon av deras vicekungar. Ordenskapellet är Savoy Chapel, dess officiella dag den 20 juni och dess motto är Victoria, som anspelar på ordens grundare, drottning Viktoria. Det finns inga begränsningar på antalet invalda och antagning är en personlig gåva från monarken, där var och en av ordens fem hierarkiska klasser och en medalj med tre nivåer representerar olika nivåer av tjänster. Trots att den har ett liknande namn är Victoriakedjan en fristående om än associerad utmärkelse.

## Grader
| Grad                                | Förkortning | Kraschan/ordenstecken | Släpspänne                    | Svenskspråkig översättning (förkortning) |
| ----------------------------------- | ----------- | --------------------- | ----------------------------- | ---------------------------------------- |
| Knight Grand Cross/Dame Grand Cross | GCVO        |                       | (ordinarie) (hedersutnämning) | Storkors (StkStbVO)                      |
| Knight Commander/Dame Commander     | KCVO/DCVO   |                       | (ordinarie) (hedersutnämning) | Kommendör av 1 klass (KStbVO1kl)         |
| Commander                           | CVO         |                       | (ordinarie) (hedersutnämning) | Kommendör av 2 klass (KStbVO2kl)         |
| Lieutenant                          | LVO         | Officer (OffStbVO)    | (ordinarie) (hedersutnämning) |                                          |
| Member                              | MVO         |                       | (ordinarie) (hedersutnämning) | Riddare (RStbVO)                         |

Innehavare av de två högsta graderna äger rätt att tituleras sir (maskulinum) eller dame (femininum).